# B. S. 차일즈
브레바드 스프링스 차일즈(Brevard Springs Childs, 1923년 9월 2일 - 2007년 6월 23일)는 보통 B. S. 차일즈로 불리며, 미국의 장로교 신학자이다.

## 주요 이력
미국의 세계적인 구약학자였던 그는, 1958년에서 1999년까지 미국 예일 대학교의 구약학 교수를 지냈다. 20세기 성경신학자 가운데 가장 영향력있는 인물이었다.

## 학력
- B.A., M.A. 미시간 대학교(University of Michigan) (1947)
- B.D. 프린스턴 신학교(Princeton Theological Seminary) (1950)
- Th.D. 바젤 대학교(University of Basel) (1955)

## 신학방법
차일즈는 특별히 성경해석의 한 방법으로 정경비평의 선구자로 유명하다. 이 해석은 성경의 최종본으로서 정경 그 자체의 본문에 초점을 두는 것이다. 사실 차일즈는 이 용어를 좋아하지 않았지만 역사비평 방법을 대체한 이 정경비평은 전혀 새로운 출발점으로 표현하기 위한 자기의 연구를 말한다. 차일즈는 <위기에 처한 성서 신학> (Biblical Theology in Crisis , 1970)에서 정경적 접근법을 착수하고 그것을 <성경으로서 구약성경의 입문>(Introduction to the Old Testament as Scripture, 1979)에서 적용했다. 이 후자의 책은 "1980년대 가장 많이 논의된 책들 중 하나"로 말하여진다.

## 같이 보기
- 정경비평

## 작품
1955년에서 2006년까지 쓴 책
- Childs, Brevard S. (1960). 《Myth and Reality in the Old Testament》. Studies in Biblical Theology 27. Naperville, IL: A. R. Allenson. OCLC 356551.
- ——— (1962). 《Memory and Tradition in Israel》. Studies in Biblical Theology 37. Naperville, IL: A. R. Allenson. OCLC 356542.
- ——— (1967). 《Isaiah and the Assyrian Crisis》. Studies in Biblical Theology - 2nd series 3. London: SCM Press. OCLC 356534.
- ——— (1970). 《Biblical Theology in Crisis》. Philadelphia, PA: The Westminster Press. ISBN 978-0-6642-0882-0. OCLC 66673.
- ——— (1974). 《The Book of Exodus: A Critical, Theological Commentary》. Old Testament Library. Philadelphia, PA: The Westminster Press. ISBN 978-0-6642-0985-8. OCLC 800708.
- ——— (1977). 《Old Testament Books for Pastor and Teacher》. Philadelphia, PA: The Westminster Press. ISBN 978-0-6642-4120-9. OCLC 2694982.
- ——— (1979). 《Introduction to the Old Testament as Scripture》. Philadelphia, PA: Fortress Press. ISBN 978-0-800-60532-2. OCLC 4495768.
- ——— (1984). 《The New Testament as Canon: An Introduction》. Philadelphia, PA: Fortress Press. ISBN 978-0-800-60739-5. OCLC 11234811.
- ——— (1985). 《Old Testament Theology in a Canonical Context》. Philadelphia, PA: Fortress Press. ISBN 978-0-800-60772-2. OCLC 12666442.
- ——— (1992). 《Biblical Theology of the Old and New Testaments: Theological Reflection on the Christian Bible》. Minneapolis, MN: Fortress Press. ISBN 978-0-800-62675-4. OCLC 26673846.
- ——— (2001). 《Isaiah: A Commentary》. Old Testament Library. Louisville, KY: Westminster, John Knox Press. ISBN 978-0-6642-2143-0. OCLC 43648635.
- ——— (2002). 《Biblical Theology: A Proposal》. Facets (Fortress Press. Minneapolis, MN: Fortress Press. ISBN 978-0-800-63481-0. OCLC 49346420.
- ——— (2004). 《The Struggle to Understand Isaiah as Christian Scripture》. Grand Rapids, MI: Eerdmans. ISBN 978-0-802-82761-6. OCLC 55109109.
- ——— (2008). 《The Church's Guide for Reading Paul: The Canonical Shaping of the Pauline Corpus》. Grand Rapids, MI: Eerdmans. ISBN 9780802862785. OCLC 213452265.